# Jérôme Laperrousaz
Jérôme Laperrousaz (Tonnerre, 16 gennaio 1948) è un regista e un filmmaker francese.
Si mise in luce tra la fine degli anni sessanta e l'inizio dei settanta con alcuni film-documentari su eventi musicali e sulla cultura alternativa. Ha vinto il Premio Jean Vigo nel 1972 con Continental Circus, film-documentario dedicato alle gesta del motociclista Jack Findlay.

## Carriera
Impiegato dell'emittente televisiva di stato ORTF, dopo gli esordi come filmmaker con il film-documentario Un samedi soir à Paris del 1967, nel febbraio 1968 Laperrousaz presenta a due musicisti francesi il chitarrista australiano Daevid Allen, reduce dall'esperienza inglese con i Soft Machine. I tre danno vita alla Bananamoon band, che si esibisce a Parigi; le serate vengono riprese da Laperrousaz, che diventa di fatto il manager del gruppo e inserisce questi filmati in Nightmares of Mr. Respectable, uno dei suoi primi film-documentari. Al gruppo si aggrega Gilli Smyth, la compagna di Allen con cui formerà i Gong.
Alcune settimane dopo, Laperrousaz riprende la Bananamoon band che si esibisce nel quartiere latino di Parigi dove erano in atto furiosi scontri tra manifestanti e forze dell'ordine durante il maggio francese. Lo spettacolo comprende una scena in cui i musicisti sventolano orsacchiotti in faccia ai poliziotti. Quando viene visionato dalle autorità, Laperrousaz viene licenziato dalla ORTF mentre Allen e la Smyth devono fuggire all'estero per non essere arrestati.
Nell'ottobre del 1969 Laperrousaz gira il film-documentario Amougies (Music Power - European Music Revolution) sul Festival di Amougies, grande evento musicale a cui partecipano tra gli altri Frank Zappa, Ten Years After, Colosseum, Aynsley Dunbar, Art Ensemble of Chicago, Pink Floyd, Alexis Korner, Don Cherry, The Nice, Caravan, Archie Shepp, Anthony Braxton, Yes, Gong, Keith Tippett, Soft Machine, Captain Beefheart e Steve Lacy. Il festival avrebbe dovuto svolgersi a Parigi, ma le autorità francesi all'ultimo momento negano i permessi e si tiene quindi nella cittadina belga di Amougies, vicino al confine francese. Le disastrose condizioni meteorologiche contribuiscono al fallimento dell'iniziativa, con pochissimi spettatori presenti. Il film viene proiettato per una settimana a Parigi ma viene poi ritirato in seguito a un ricorso dei Pink Floyd.
Nel 1972 esce nelle sale cinematografiche Continental Circus, la più acclamata pellicola di Laperrousaz, Il film-documentario è dedicato alle gesta del motociclista Jack Findlay, che alla guida di moto di scuderie private mette in difficoltà i più quotati centauri delle case ufficiali, su tutti Giacomo Agostini, nella classe 500 del campionato del mondo di velocità. Nel 1972 il documentario vince il Premio Jean Vigo e la colonna sonora dei Gong viene pubblicata nell'omonimo album Continental Circus.
Nel 1975 realizza il suo primo vero e proprio film, Hu-Man, una fiction con Terence Stamp e Jeanne Moreau. Nel 1980 esce il suo
Third World, Prisoner in the Street, film musicale sulla reggae band Third World con la partecipazione di Bob Marley Dopo diversi anni di anonimato, nel 2003 pubblica À l'école des étoiles, film-documentario sulla ferrea disciplina alla scuola di danza dell'Opéra National de Paris Nel 2006 esce in Francia Made in Jamaica, un suo film-documentario in cui torna a esplorare le atmosfere della musica reggae, delle dancehall giamaicane e più in generale dell'intero paese.

## Filmografia
- Un samedi soir à Paris (1967)
- Nightmares of Mr. Respectable (1968)
- Amougies (Music Power - European Music Revolution) (1970)
- Continental Circus (1972)
- Hu-Man (1975)
- À l'école des étoiles (2003)
- Made in Jamaica (2006)